# Manège militaire d'Halifax

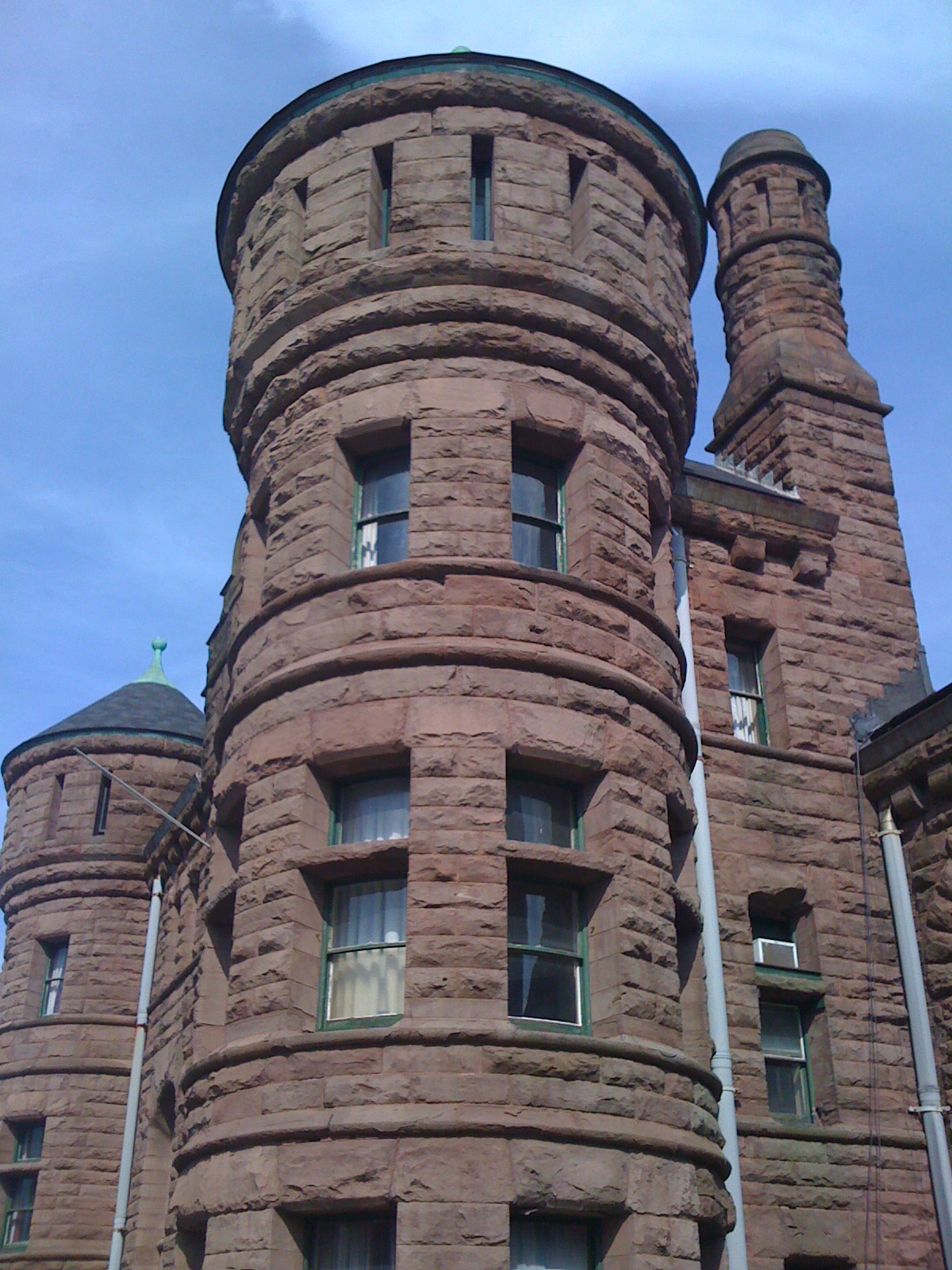
Détail de la façade

Le manège militaire d'Halifax est un bâtiment situé 2667, North Park Street à Halifax en Nouvelle-Écosse, à usage de manège militaire.
Construit entre 1895 et 1899, il a été reconnu Lieu historique national du Canada en 1989.
La façade en pierre rouge à parement brut est de style roman. Le bâtiment contient un stand de tir et des salles de cours.